# Freaks & Motherfu*k@%!
Freaks & Motherfu*#@%! è un bootleg realizzato da Frank Zappa e i Mothers Of Invention, registrato al Fillmore East di New York City il 13 novembre 1970.
Il disco è stato incluso nel bootleg Beat the Boots, pubblicato nel 1991.

## Tracce
1. Happy Together – 1:25
2. Wino Man - with Dr. John routine – 7:44
3. Concentration Moon – 1:18
4. Palladian Routine – 1:14
5. Call Any Vegetable – 8:56
6. Little House I Used To Live In – 4:26
7. Mudshark Variations – 1:10
8. Holiday In Berlin – 3:33
9. Sleeping In a Jar – 7:23
10. Cruising For Burgers – 2:52

## Formazione
- Frank Zappa - chitarra, voce
- Mark Volman - voce
- Howard Kaylan - voce
- Jeff Simmons - basso, voce
- Ian Underwood - tastiere
- Aynsley Dunbar - batteria
- George Duke - tastiere, tromba, voce